# Modriach
Modriach là một đô thị thuộc huyện Voitsberg thuộc bang Steiermark, nước Áo. Đô thị Modriach có diện tích 22,02 km², dân số thời điểm cuối năm 2005 là 232 người.